# 都一中
都 一中（みやこ いっちゅう）は、一中節の三味線方の名跡。代々都派の家元。別名「都太夫一中」。

## 初代
（慶安3年（1650年） - 享保9年5月14日（1724年7月4日））本名は恵俊。都太夫一中ともいわれる。江戸中期の一中節の創始者。
京都の浄土真宗本願寺派明福寺の3代目住職周意の次男として生まれる。住職を務めていたが、元来芸事を好み、1670年に還俗して須賀千朴を名乗る。延宝年間から貞享年間にかけて幇間（太鼓持ち）として活動した後、浄瑠璃太夫となる。当初は座敷浄瑠璃を語ったが、1706年11月に大坂の片岡仁左衛門座で「京助六心中」小屋出演も果たしている。
初代の師匠と流派については、都越後目（都越後掾、のちの都万太夫）に師事したとする説と、直接の師は山本角太夫で兄弟子を松本治太夫とする説があり、後者が有力な説とされる。また、近松門左衛門の実の兄が初代一中であるとする俗説があるが、活動した地域や没年が同一で、かつ両者とも浄瑠璃に関係する人物であることから生じた珍説である。
主な弟子には、実子の若太夫（後の2代目一中）、豊後節の宮古路豊後掾など、多岐に渡って多くの名人を育てた。

## 2代目
（生没年不詳）初代一中の実子。若太夫が没後に襲名。後受領し京太夫一中、京太夫和泉掾を名乗った。

## 3代目
（寛保3年（1743年） - 文化3年8月4日（1806年9月15日））
初代の門下。都秀太夫千中の名で森田座等で出勤。

## 4代目
（生没年不詳）
初代の義理の息子。金太夫三中、吾妻路宮古太夫を経て2代目没後に3代目襲名。

## 5代目
（宝暦10年（1760年） - 文政5年7月5日（1822年8月21日））本名は千葉嘉六。
5代目以前との血縁関係、師弟関係不明。天明時代に吉原で男芸者をしていた。吾妻路宮古太夫から5代目一中を襲名。1792年春、江戸中村座で「傾城浅間岳」で語ったがあまり評判がよくなく程なく小屋に出なくなり河東節の三味線方の3代目山彦新次郎（後の一中節の初代菅野序遊）と組んで新曲発表に明け暮れた。

## 6代目
（生年不詳 - 天保5年3月18日（1834年4月26日））
俗称は「大野万太」。5代目一中の門下。2代目都千中が襲名。

## 7代目
（生没年不詳）
俗称を「お菰の一中」。5代目一中の門下。栄中、河六、半中等を経て1847年に6代目一中を襲名。

## 8代目
（嘉永元年（1848年） - 明治10年（1877年）8月28日）千葉屋（足袋屋とも）仙之助。
6代目一中の従孫。1855年で若年ながら7代目一中を襲名するも病弱で夭折。

## 9代目
（生没年不詳）千葉屋仙助。
8代目一中の実子。実質の活躍なし名跡のみ相続。襲名まもなく死去。

## 10代目
（慶応4年1月8日（1868年2月1日） - 昭和3年（1928年）2月6日）本名は伊東楳太郎。
東京浅草花川戸の生まれ、幼少から音曲を親しみ、1881年に10代目一中を襲名。1886年に1月江東中村樓で｢三番叟｣を語り襲名披露。1888年に日本演芸矯風会技芸員、1870年に東京音楽学校邦楽調査掛嘱託となる。1917年に病になる。一時期宮薗節家元も兼任。妻は月岡芳年の養女小林きん。実の娘が11代目一中。

## 11代目
（明治39年（1906年）9月4日 - 平成3年（1991年）7月8日）本名は小林清子。古曲会理事長。
東京銀座の生まれ、父が10代目一中。6歳より長唄、河東節、宮薗節、端唄、荻江節、地唄等幅広く邦楽を学び23歳で都千朴の名で一中一本の道に進む。初代都一花、2代目都一広に徹底的に芸を仕込まれ、1947年に11代目一中を襲名。
1973年に芸術選奨文部大臣賞。1982年に文化庁芸術祭大賞。1983年にモービル音楽賞。1984年に重要無形文化財保持者（人間国宝）認定。
作曲には「水の上」がある。LPレコードは「一中節古典名作選」がある。

## 12代目
都一中 (12代目)の項を参照。